# The Angelic Process
 (janvier 2021).
Si vous disposez d'ouvrages ou d'articles de référence ou si vous connaissez des sites web de qualité traitant du thème abordé ici, merci de compléter l'article en donnant les références utiles à sa vérifiabilité et en les liant à la section « Notes et références ».
 (janvier 2021).
The Angelic Process est un groupe de drone-metal fondé en 1999 par M. Dragynfly et K.Angylus, et dissous en 2007 à la mort de ce dernier.

## Histoire
The Angelic Process a été fondé en 1999, à Macon, en Géorgie, par les époux Kristopher «K.Angylus» Fairchild et Monica «M.Dragynfly» Henson. Le duo sort en 2001 son premier EP… and Your Blood is Full of Honey, distribué par Crucial Blast . S'ensuivirent par la suite les albums Coma Waering (distribué par Artwrek Records en 2003) et Weighing Souls With Sand (distribué par Profound Lore Records en 2007). Weighing Souls With Sand sera la dernière sortie du duo,,.
Le futur du groupe sera en effet compromis par les soucis de santé de K. Angylus. Une complication d'une fracture de la main droite causée dans un accident de la circulation empêche le guitariste de composer. K. Angylus se suicide en avril 2008. M. Dragynfly rendra publique son décès en juillet et expliquera le geste du guitariste par ses soucis de santé physique et mentale.
En 2017, Burning World Records publie à titre posthume la compilation We All Die Laughing.

## Style
Le style joué par The Angelic Process est décrit comme étant du Drone Doom influencé par du shoegaze et de l'ambiant . La musique du groupe est parfois qualifiée d'Ambient Drone Doom et est souvent comparée à celle de Nadja et à celle des débuts de Jesu.
Le Drone Doom est généralement dominé par des échos, des murs de guitares lents et spacieux ainsi que par de basses fréquences. La batterie est elle plutôt lente, froide et sèche. Les voix sont mixées en arrière-plan et sont également dotées de réverbération. La musique transporte une ambiance mélancolique, mais chaleureuse, semblable au shoegaze.

## Discographie
- 2001 : …and Your Blood is Full of Honey (Album, Crucial Blast)
- 2003 : Coma Waering (Album, Artwrek)
- 2003 : Solipsistic (Promo-Album, Artwrek)
- 2006 : Sigh (EP, Decaying Sun Records)
- 2006 : We All Die Laughing (EP, Decaying Sun Records)
- 2007 : Weighing Souls With Sand (Album, Profound Lore Records)
- 2017 : We All Die Laughing (Kompilation, Burning World Records)